# Европски пут Е661
Европски пут E661 је европски пут класе Б, који пролази кроз Мађарску, Хрватску и Босну и Херцеговину. Укупна дужина пута износи 449 километара.
Земље и градови кроз које пролази су:
- Мађарска: Балатонкерестур — Нађатад — Барч
- Хрватска: Терезино Поље — Вировитица — Грубишно Поље — Дарувар — Пакрац — Липик — Окучани — Стара Градишка
- Босна и Херцеговина:

1. Република Српска: Градишка — Маховљани — Лакташи — Клашнице — Трн — Бања Лука (Ауто-пут Градишка — Бања Лука)
2. Федерација Босне и Херцеговине: Јајце — Доњи Вакуф — Травник — Зеница

Овај пут је повезан са сљедећим европским путевима:
- Е71
- Е73

## Е661 кроз Републику Српску
Дионицу ауто-пута Е-661 Градишка — Бањалука је финансирала Влада Републике Српске, док се о пословима планирања старало Министарство саобраћаја и веза Републике Српске, односно Путеви Републике Српске. Дионицу од Маховљана до Градишке (26,5 километара) су 30. новембра 2011. заједно отворили председник Републике Српске Милорад Додик и председник Републике Србије Борис Тадић.